# Tore Holm
Tore Anton Holm (* 25. November 1896 in Gamleby, Schweden; † 15. November 1977 ebenda) war ein schwedischer Segler und zweifacher Olympiasieger. 
Er startete 1920 in Antwerpen als ein Crewmitglied der schwedischen Yacht Sif, mit dem er die Goldmedaille in der 40-m²-Klasse gewann. Acht Jahre später bei den Spielen in Amsterdam holte er die Bronzemedaille als Crewmitglied auf der Sylvia in der 8-Meter-Klasse. 1932 errang er in Los Angeles seine zweite Goldmedaille auf der Bissbi in der 6-Meter-Klasse. Bei den Olympischen Spielen 1936 in Berlin (ausgesegelt vor Kiel) verpasste er auf dem 4. Platz in der 8-Meter-Klasse knapp die Medaillenränge. Seine olympische Karriere beendete er 1948 in London mit seiner vierten Medaille. Auf der Ali Baba II gewann er abermals eine Bronzemedaille in der 6-Meter-Klasse. 
1922 machte Tore Holm sein Examen an der Technischen Universität Stockholm als Ingenieur. Er führte danach die produktivste Werft in Schweden, die er von seinem Vater in den frühen 1930er Jahren geerbt hatte. Tore Holm entwarf seine erfolgreichen Olympia-Yachten Bissbi und Sif selbst und viele andere Yachten. Während des Zweiten Weltkriegs entstanden auf der Tore Holms yachtvarv in Gamleby unter anderem auch vier für Deutschland bestimmte Kriegsfischkutter (KFK 131–134).